# Popskijeva privatna vojska
Popskijeva privatna vojska (angleško Popski's Private Army, kratica PPA) je neuraden naziv za britansko specialno enoto No. 1 Long Range Demolition Squadron, ki je delovala med drugo svetovno vojno. 
Enota je dobila tak naziv po poveljniku Vladimirju Peniakoffu, imenovanem Popski.

## Zgodovina
Enota je bila uradno ustanovljena 10. decembra 1942 in bila razpuščena 14. septembra 1945.

## Organizacija
- Štabna patrulja Blitz
- Bazna štabna patrulja (logistična podpora)
- Bojna patrulja
16 vojakov v 6 jeepih
- Bojna patrulja
16 vojakov v 6 jeepih
- Bojna patrulja
16 vojakov v 6 jeepih
- Popskijeva privatna mornarica (Popsky's Private Navy)
6 amfibijskodesantnih ladij R.C.L

## Delovanje
1. Severna Afrika
2. Italija